# Ichizō Nakata
Ichizō Nakata (中田 一三?, Nakata Ichizō; Prefettura di Mie, 19 aprile 1973) è un ex calciatore giapponese, di ruolo difensore.